# تشارلز كوري
تشارلز كوري (بالإنجليزية: Charles Currie)‏ هو مدير أكاديمي أمريكي، ولد في 1930 في فيلادلفيا في الولايات المتحدة، وتوفي في 4 يناير 2019 في واشنطن العاصمة في الولايات المتحدة.